# نیروی هوایی خلق ویتنام
نیروی هوایی خلق ویتنام نیروی هوایی کشور ویتنام و دنبالهٔ نیروی هوایی ویتنام شمالی و نیروی هوایی جمهوری ویتنام است که پس از اتحاد ویتنام در سال ۱۹۷۵ به هم پیوستند. نیروی هوایی خلق ویتنام یکی از سه شاخهٔ اصلی ارتش خلق ویتنام که بخشی از وزارت دفاع این کشور است می‌باشد. مأموریت اصلی نیروی هوایی خلق ویتنام دفاع از آسمان ویتنام و پشتیبانی و پوشش هوایی عملیات ارتش خلق ویتنام است.

## تاریخچه

### آغاز تا سال ۱۹۶۴ (ویتنام شمالی)
نخستین هواپیماهای نیروهای مسلح ویتنام دو فروند هواپیمای آموزشی از نوع دی هاویلند تایگرمث و موران-سلینه بود که نخست جزء دارایی‌های شخصی امپراتور بائو دای بود. در سال ۱۹۴۵ بائو دای این هواپیماها را به دولت ویتنام داد. تا سال ۱۹۵۰ گرچه نیروی زمینی خلق ویتنام دارای توانایی‌های دفاعی زمینی شده بود، ولی در برابر عملیات شناسایی و حمله از سوی نیروی هوایی فرانسه ناتوان بود. در نهم مارس ۱۹۴۹ ژنرال وو نوین جیاپ مأموریت یافت تا کمیتهٔ پژوهشی نیروی هوایی را بر پا کند. این کمیته قرار بود زیر نظر ستاد کل برای مطالعه راه‌هایی برای دفاع هوایی کار کند. نخستین پرواز هواپیمای دولت ویتنام در تاریخ ۱۵ اوت ۱۹۴۹ با هواپیمای تایگرمث انجام شد. در سال‌های بعد به صورت محدودی دوره‌های آموزشی نیز انجام شد.
در سال ۱۹۵۶ هوانوردی ویتنام شمالی توسعهٔ بیشتری یافت و تعدادی هنرجو برای آموزش به اتحاد شوروی و چین فرستاده شدند. این هنرجویان به دو دسته تقسیم می‌شدند. یک دسته برای خلیانی و یک دسته برای یادگیری تعمیر هواپیما. هواپیماهایی که بیشتر روی آن آموزش می‌دیدند هواپیماهای زلین ۲۶ و آئرو-۴۵ ساخت چکسلواکی بود. نخستین یکان نیروی هوایی خلق ویتنام گردان ترابری ۹۱۹ بود که در تاریخ یکم مه ۱۹۵۹ بر پا گردید. این گردان دارای هواپیماهای آنتونف-۲، لیسونف-۲ و ایلوشین-۱۴ بود. پس از این گردان، گردان آموزشی ۹۱۰ با هواپیماهای یاک-۱۸ بر پا شد.

### ۱۹۶۴ تا ۱۹۷۴ (ویتنام شمالی)

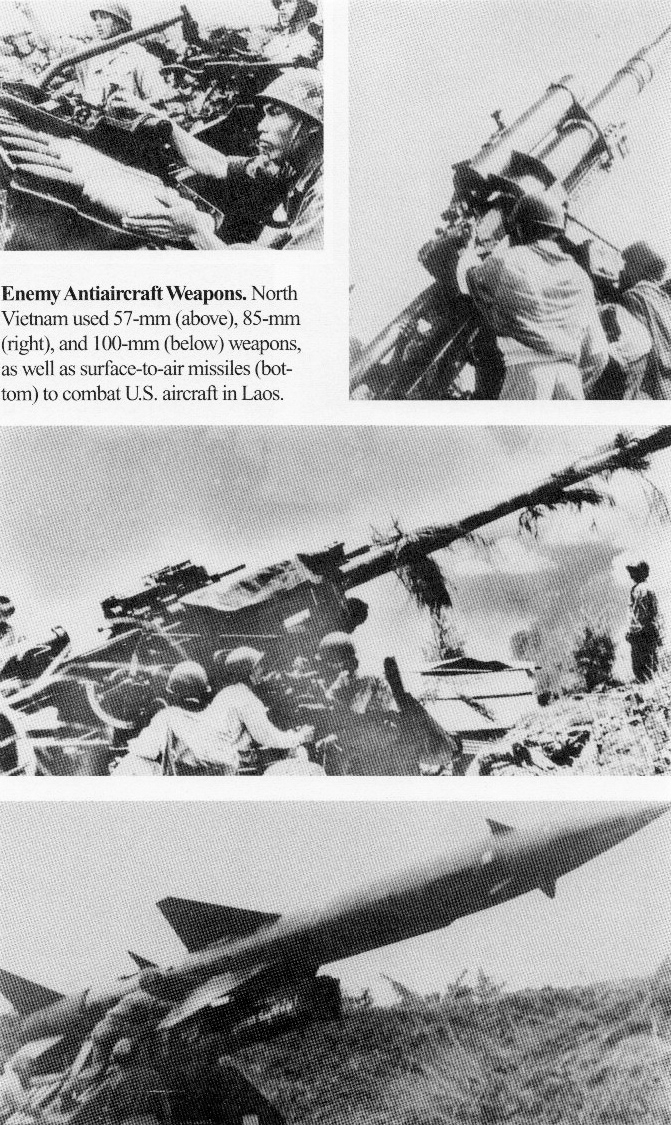
پدافند هوایی نیروی هوایی خلق ویتنام در برابر جنگنده‌ها و بمب افکن‌های آمریکایی در عملیات لاینبکر و عملیات لاینبکر ۲

نخستین هواپیمای جنگی ویتنام شمالی یک فروند هواپیمای آموزشی تی-۲۸ تروجن بود که خلبان آن از نیروی هوایی پادشاهی لائوس فرار کرده بود. این هواپیما از اوائل ۱۹۶۴ در ویتنام شمالی به عنوان جنگنده شب پرواز به کار گرفته می‌شد. تی-۲۸ نخستین هواپیمای ویتنام شمالی بود که یک هواپیمای آمریکایی، سی-۱۲۳ را سرنگون کرد. این برخورد در تاریخ ۱۵ فوریه ۱۹۶۴ روی داد. نیروی هوایی ویتنام شمالی نخستین جنگنده‌های خود را که میگ-۱۷ بود در فوریه ۱۹۶۴ دریافت کرد، ولی این هواپیماها در آغاز در چین مستقر شدند تا خلبانان آن‌ها آموزش داده شوند. در تاریخ سوم فوریه ۱۹۶۴ نخستین گردان جنگنده به نام اسکادران ستارهٔ سرخ شکل گرفت و در تاریخ ۶ اوت میگ-۱۷های آن از چین به ویتنام شمالی رسید. در تاریخ ۷ سپتامبر گردان جنگندهٔ ۹۲۳ به نام اسکادران ین ته که فرماندهی آن را سرهنگ دوم انگوین فوک تراچ به عهده داشت شکل گرفت. در مه ۱۹۶۵ گروهان بمب افکن شماره ۱۶ با بمب افکن‌های دو موتوره ایلوشین-۲۸ شکل گرفت. در سال ۱۹۷۲ فقط یک فروند ایلوشین-۲۸ در نبرد با نیروی هوایی پادشاهی لائوس پرواز کرد. نخستین درگیری جت‌های نیروی هوایی ویتنام شمالی با جت‌های ایالات متحده در تاریخ ۳ آوریل ۱۹۶۵ انجام گرفتن. نیروی هوایی ویتنام شمالی مدعی سرنگونی دو فروند اف-۸ ایالات متحده گردید که البته از سوی منابع آمریکایی تأیید نشد، ولی رویارویی اف-۸ها با میگ هاتایید گردید. در نتیجهٔ این رویارویی سوم آوریل روز نیروی هوایی ویتنام شمالی نام گرفت. در تاریخ ۴ آوریل نیروی هوایی ویتنام شمالی به تخستین پیروزی‌های خود که از سوی هر دو طرف درگیر تأیید شد دست یافت. جنگنده‌های آمریکایی هنگامی هنگامی که دیدند میگ-۱۷های قدیمی نسبتاً کند سرعت شکاری بمب افکن‌های اف-۱۰۵ پیشرفته را سرنگون کردند شوکه شدند. این اف-۱۰۵ها در حال حمله به پل تان هوا بودند. این دو فروند اف-۱۰۵ در حال حمل بمب‌های سنگین معمولی بودند و نمی‌توانستند نسبت به میگ‌ها واکنش نشان دهند.
در سال ۱۹۶۵ نیروی هوایی ویتنام شمالی از سوی اتحاد شوروی مجهز به میگ-۲۱های فراصوت شد. این میگ-۲۱ها به عنوان رهگیرهای کنترل زمینی علیه هواپیماهای آمریکایی به کار می‌رفتند. تاکتیک‌های میگ-۲۱ آنچنان کارآمد بود که در اواخر سال ۱۹۶۶ عملیاتی ویژه برای مقابله با تهدیدهای میگ-۲۱ انجام گرفت. این عملیات بولو نام داشت. در این علمیات برای میگ-۲۱ها دام گذاشته شد و آن‌ها به خیال این که قرار است دسته‌ای اف-۱۰۵ را رهگیری کنند به آسمان برخاستند، ولی در عوض با آسمانی پر از اف-۴های مسلح به موشک برای نبرد هوایی رو به رو شدند. در این عملیات تقریباً نیمی از میگ-۲۱های رهگیر ویتنام نابود شدند، در حالی که هیچ هواپیمای آمریکایی آسیب ندید. نیروی هوایی ویتنام شمالی پس از این شکست مدتی برای آموزش‌های اضافی زمینگیر شد.
نیروی هوایی ویتنام شمالی یک نیروی تدافعی بود و مأموریت اصلی آن دفاع از ویتنام شمالی بود و تا اواخر جنگ ویتنام هیچ عملیات هوایی بر ضد ویتنام جنوبی انجام نداد و هیچ حمله بزرگی علیه نیروی دریایی دشمن در ساحل انجام نشد، ولی حملات محدودی به کشتی‌های دشمن انجام شد که مهم‌ترین آن آسیب رساندن به ناوشکن یواس‌اس هیگبی در سال ۱۹۷۲ بود. در رویدادی جداگانه میگ-۱۷هایی که بر فراز آب در حال پرواز بودند به وسیلهٔ موشک‌های سام کشتی‌های آمریکایی سرنگون شدند.
نیروی هوایی ویتنام شمالی با همهٔ سورتی پروازهای آمریکایی درگیر نمی‌شد. بیشتر هواگردهای آمریکایی با موشک‌های سام اس ای-۲ یا پدافند هوایی و حتی در مواردی به وسیلهٔ سلاح‌های کوچکتر سرنگون شدند. معمولاً میگ‌های ویتنامی تا زمانی که موقعیت خود را برتر نمی‌دیدند در گیر نمی‌شدند. برخی از تاکتیک‌های هوایی شبیه عملیات بولو بود که برای هواپماهای ویتنامی دام پهن می کدر. در دسامبر ۱۹۶۶ خلبانان میگ-۲۱ چهارده فروند اف-۱۰۵ آمریکایی را بدون هیچ تلفاتی برای ویتنام سرنگون کردند.
نیروی هوایی و نیروی دریایی آمریکا به اف-۴های خود چشم امید بسته بود، زیرا اف-۴ توانایی حمل سلاح‌های بسیاری را داشت و همچنین دارای راداری کامل وبالاترین سرعت و شتاب موجود بود که به همراه تاکتیک‌های نوین می‌توانست بر میگ‌ها برتری یابد، ولی در برخورد با میگ-۲۱های نیروی هوایی ویتنام شمالی اف-۴ها شکست سنگینی را متحمل شدند. از ماه مه تا دسامبر ۱۹۶۶ آمریکا در نبردهای هوایی ۴۷ هواگرد خود را از دست داد و در عوض فقط ۱۲ فروند جنگندهٔ دشمن را سرنگون کرد. از آوریل ۱۹۶۵ تا نوامبر ۱۹۶۸، ۲۶۸ نبرد هوایی بر فراز ویتنام شمالی انجام شد.
در خلال جنگ ویتنام، نیروی هوایی ویتنام شمالی از جنگنده‌های میگ-۱۷اف، میگ-۱۷پی اف (جی-۵)، میگ-۱۹ (جی-۶)، میگ-۲۱اف-۱۳، میگ-۲۱پی اف، میگ-۲۱پی اف ام و میگ-۲۱ام اف بهره برد. ویتنامی‌ها مدعی شدند که ۲۶۶ فروند هواگرد آمریکایی را سرنگون کرده‌اند و آمریکایی‌ها نیز مدعی شدند که ۲۰۴ فروند میگ و دست کم ۶ فروند آنتونف-۲ را سرنگون کردند.

### ۱۹۷۵ - تاکنون
پس از جنگ ویتنام در ماه مه ۱۹۷۵ گردان‌های بیشتری تشکیل گردید. هنگامی که ارتش خلق ویتنم (ویتنم شمالی) در تاریخ ۳۰ آوریل ۱۹۷۵ به داخل خاک ویتنام جنوبی پیشروی کرد تقریباً ۸۷۷ هواگرد به وسیلهٔ ارتش خلق ویتنام به غنیمت گرفته شد که از این تعداد ۴۱ فروند اف-۵ و ۹۵ فروند ای-۳۷ بود. پس از حملهٔ ویتنام به کامبوج در سال ۱۹۷۹ ای-۳۷های به غنیمت گرفته شده بیشتر ماموریت‌های پشتیبانی زمینی را بر عهده داشتند. این هواپیماها نسبت به میگ‌ها برای این مأموریت مناسب تر بودند. پس از پایان جنگ اف-۵ئی‌ها، سی-۱۲۳ها، سی-۱۳۰ها و یواچ-۱ها سالیان سال از سوی نیروی هوایی ویتنام مورد بهره‌برداری قرار می‌گرفتند.
در سال‌های ۱۹۵۳ و ۱۹۹۱ تقریباً ۷۰۰ هواپیمای جنگی، ۱۲۰ هلیکوپتر و ۱۵۸ سایت موشکی از سوی اتحاد شوروی و جمهوری خلق چین به ویتنام تحویل گردید. حتی امروزه سه چهارم سلاح‌های ویتنام در روسیهٔ پس از جنگ سرد ساخته شده‌است.
امروزه نیروی هوایی خلق ویتنام در حال مدرنیزه شدن است، ولی هنوز هواپیماهای جنگ سرد مانند آخرین ورژن‌های میگ-۲۱ و سوخو-۲۲ را به کار می‌برد. از جمله سلاح‌های مدرنی که نیروی هوایی خلق ویتنام اخیراً به کار گرفته می‌توان به جنگندهٔ برتری هوایی سوخو-۲۷اس کی اشاره کرد که خرید این سلاح منجر به پیوندهای نظامی محکم تری با روسیه شد. هم‌اکنون ویتنام دارای ۱۲ فروند از این جنگنده است. در سال ۲۰۰۴ این نیرو ۴ فروند سوخو-۳۰ که مدل جدیدتر سوخو-۲۷ است را تحویل گرفت. در ماه مه ۲۰۰۹ ویتنامی‌ها برای تحویل ۱۲ فروند هواگرد قراردادی با روسیه بستند تا ناوگان هوایی کهنهٔ خو را به روز رسانی کنند. نیروی هوایی ویتنام همچنین سیستم‌های پدافند هوایی پیشرفته‌ای شامل دو سامانهٔ اس-۳۰۰پی ام یو (نام ناتو: اس ای-۲۰) و سامانه‌های سام ارتفاع پایین و ارتفاع بالایی را طی قرار داد ۳۰۰ میلیون دلاری با روسیه دریافت کرده‌است.